# Projorové
Projorové  (ucraniano: Прохорове́; en ruso: Прохорово) es una localidad del Raión de Ivanivka en el Óblast de Odesa de Ucrania. Según el censo de 2001, tiene una población de 450 habitantes.